# Giovanni Battista Ragusa
Giovanni Battista Ragusa, o Giambattista Ragusa (... – Palermo, 9 novembre 1727), è stato uno scultore italiano del Barocco siciliano, che operò soprattutto in Sicilia.

## Biografia
Allievo a Roma di Pietro Papaleo e Pietro Francese, fu chiamato alla corte di Torino da Vittorio Amedeo II di Savoia per eseguire commissioni a Palazzo Madama.
Artista molto riconosciuto, lavorò a Palermo nelle chiese di Santa Maria di Valverde, Santa Caterina d'Alessandria d'Egitto e San Francesco d'Assisi e nella cattedrale. Ultima opera eseguita dall'artista fu la statua di Santo Stanislao custodita nel noviziato dei gesuiti al Capo di San Stanislao Kostka, a Palermo.
È sepolto nella chiesa di Santa Maria della Pace dei cappuccini.

## Opere
- 1711 - 1713, Gloria di Dio Padre e gli angeli musicanti, medaglione marmoreo in altorilievo, opera presente nella Cappella di Santa Caterina d'Alessandria d'Egitto della chiesa di Santa Caterina d'Alessandria d'Egitto di Palermo.
- 1713, Penitenza e San Francesco di Paola, statue marmoree collocate nella Cappella di San Francesco di Paola della cattedrale metropolitana della Santa Vergine Maria Assunta di Palermo.
- 1714, Targa, manufatto marmoreo collocato sulla parete interna sinistra del Portico meridionale dedicata a Vittorio Amedeo II di Savoia della cattedrale metropolitana della Santa Vergine Maria Assunta di Palermo.
- 1724, San Pietro e San Paolo, statue marmoree, allocate sui pilastri della recinzione gaginiana del prospetto anteriore della cattedrale metropolitana della Santa Vergine Maria Assunta di Palermo.
- 1725, San Giuseppe e San Francesco di Paola, statue marmoree, allocate sui pilastri della recinzione gaginiana del prospetto anteriore della cattedrale metropolitana della Santa Vergine Maria Assunta di Palermo.
- 1726, Immacolata Concezione, statua bronzea, opera collocata sulla colonna dell'Immacolata di piazza San Domenico di Palermo.[1]
- 1726, San Michele Arcangelo, statua marmorea, opera collocata sulla balaustra della colonna dell'Immacolata di piazza San Domenico di Palermo.[2]
- 1726, Carlo VI d'Asburgo e Elisabetta Cristina di Brunswick-Wolfenbüttel, primitive statue bronzee raffiguranti i sovrani committenti dell'opera alloggiate sui piedistalli della colonna dell'Immacolata di piazza San Domenico di Palermo.[2]
- XVIII secolo, San Gioacchino, statua marmorea, opera custodita nella chiesa di Sant'Ignazio Martire all'Olivella di Palermo.[3]
- XVIII secolo inizi, San Domenico di Guzmán, San Pietro martire, San Tommaso d'Aquino e San Vincenzo Ferreri, statue marmoree raffiguranti i principali santi domenicani addossate ai pilastri che reggono la cupola della chiesa di Santa Caterina d'Alessandria d'Egitto di Palermo.

- XVIII secolo secondo decennio, Sant'Oliva, Santa Ninfa, Santa Rosalia, Sant'Agata,  statue marmoree di Sante Vergini e Patrone di Palermo disposte in «Cornu Evangelii» della Cappella Senatoria della basilica di San Francesco d'Assisi di Palermo.
- XVIII secolo secondo decennio, San Filippo, San Mamiliano, Sant'Agatone, San Sergio, statue marmoree di Santi di Palermo disposte in «Cornu Epistulae» della Cappella Senatoria della basilica di San Francesco d'Assisi di Palermo.
- XVIII secolo, Giona e la balena, Sacrificio d'Isacco, la Probatica Piscina, la Fontana, intarsi marmorei e numerosi altorilievi in marmi mischi con episodi tratti dal Vecchio Testamento inseriti nelle pareti della chiesa di Santa Caterina d'Alessandria d'Egitto di Palermo.
- XVIII secolo, Storie di Santa Caterina d'Alessandria d'Egitto, medaglioni con le storie di Santa Caterina d'Alessandria alla base delle paraste della navata centrale e nelle pareti dell'area presbiterale della chiesa di Santa Caterina d'Alessandria d'Egitto di Palermo.
- 1726, San Pietro, statua marmorea, opera custodita nella Cappella Palatina dei Santi Pietro e Paolo di Palazzo dei Normanni di Palermo.[4]
- XVIII secolo, Santa Rosalia, medaglione marmoreo, opera documentata nella sacrestia della cattedrale metropolitana della Santa Vergine Maria Assunta di Palermo.[5]
- XVIII secolo, Santa Rosalia, statua marmorea, opera custodita nella mensa dell'altare maggiore della chiesa di San Giorgio dei Genovesi di Palermo.
- XVIII secolo, Statua, scultura marmorea raffigurante il sovrano borbonico Filippo V. L'opera assieme alle raffigurazioni di Carlo II, Carlo III di Lorenzo Marabitti, Ferdinando III di Sicilia di Ignazio Marabitti costituiva l'arredo urbano del "Foro Borbonico", attuale Foro Italico di Palermo.[6]

## Galleria d'immagini

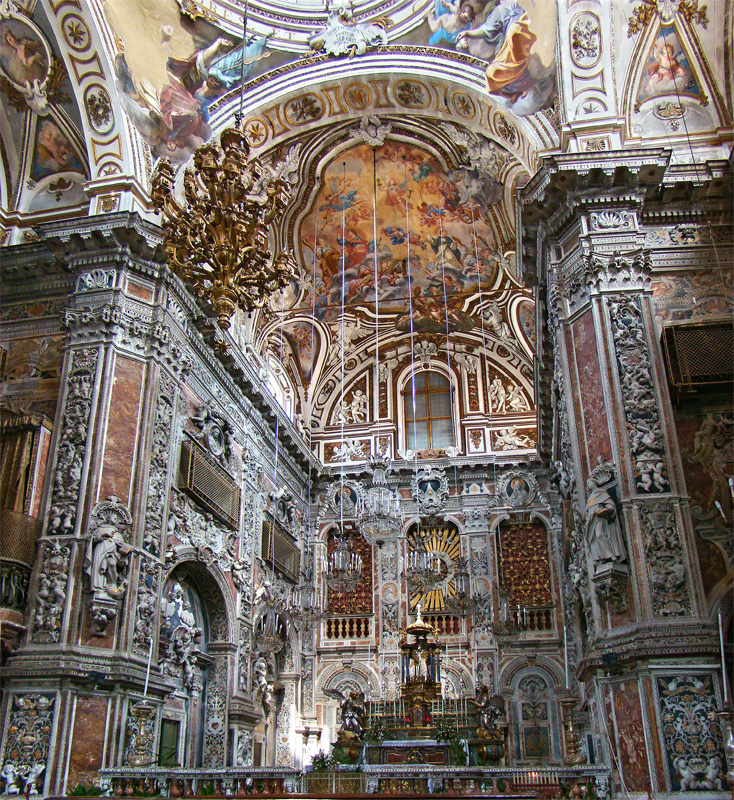
Presbiterio della chiesa di Santa Caterina d'Alessandria.
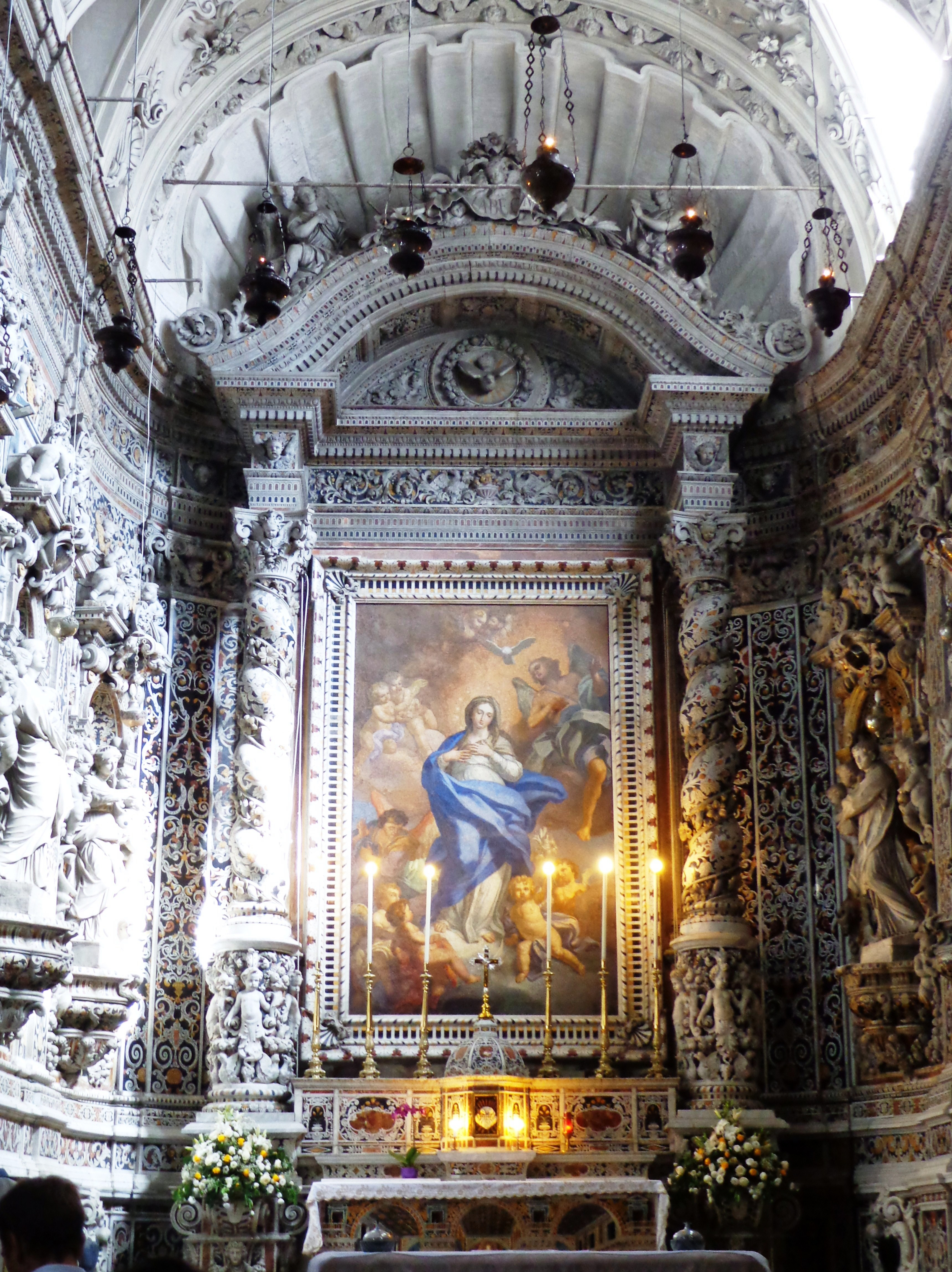
"Cappella dell'Immacolata Concezione" o "Cappella Senatoria" della Basilica di San Francesco d'Assisi.
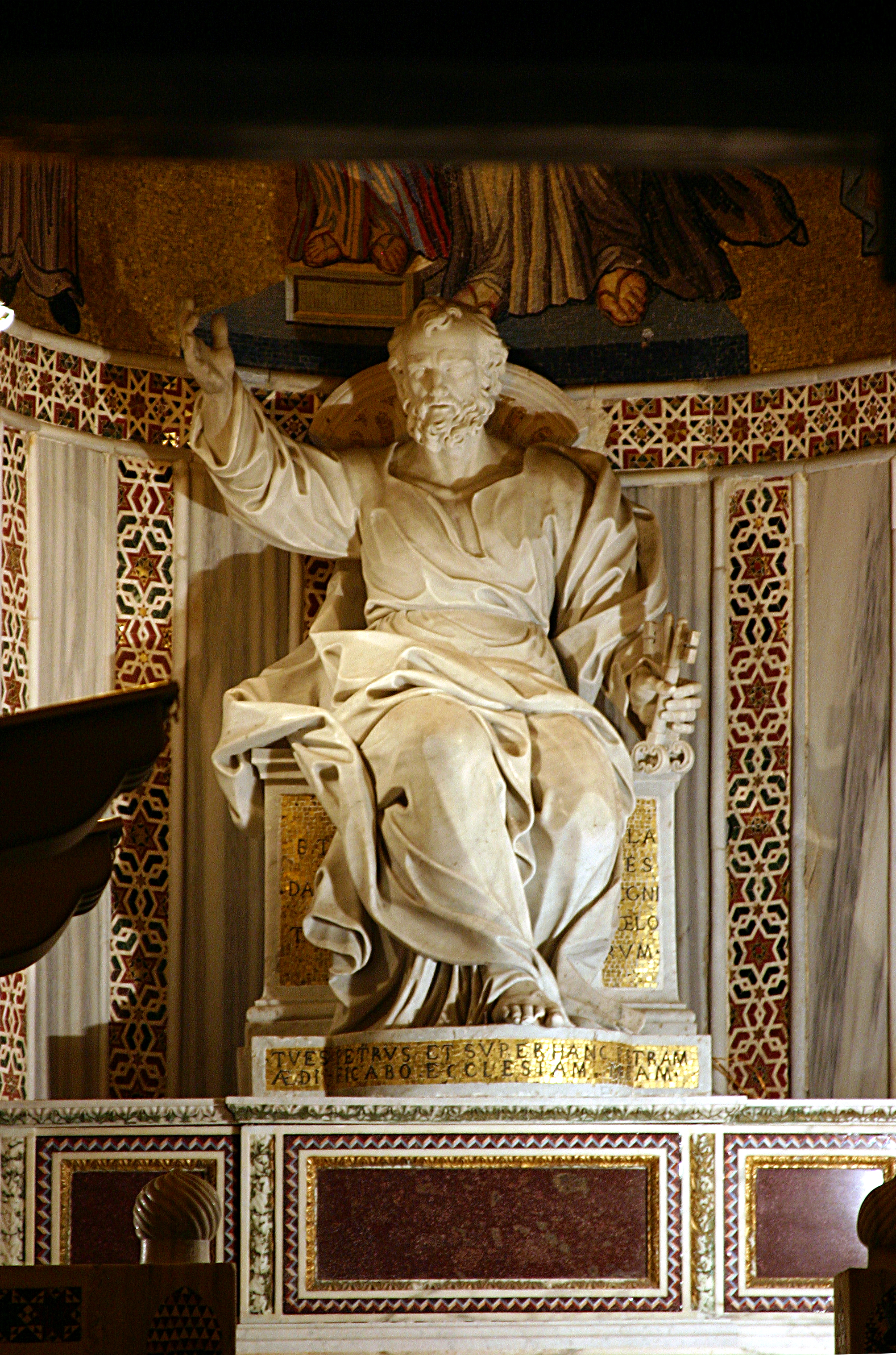
"San Pietro Apostolo" della Cappella Palatina.